# Wright County, Minnesota
Wright County är ett administrativt område i delstaten Minnesota i USA, med 124 700 invånare. Den administrativa huvudorten är Buffalo sedan 1868. Countyt grundades den 20 februari 1855 med Monticello som huvudort. Countyt är döpt efter Silas Wright.

## Politik
Wright County tenderar att rösta republikanskt. Republikanernas kandidat har vunnit countyt i samtliga presidentval under 2000-talet. Även historiskt har det varit ett starkt republikanskt fäste. I valet 2016 vann republikanernas kandidat med 62,2 procent av rösterna mot 29,2  för demokraternas kandidat, vilket gör detta till den största segern i countyt för en kandidat sedan valet 1952.

## Geografi
Enligt United States Census Bureau har countyt en total area på 1 850 km². 1 711 km² av den arean är land och 139 km² är vatten.

### Angränsande countyn
- Sherburne County - nordost
- Hennepin County - öst
- Carver County - sydost
- McLeod County - sydväst
- Meeker County - väst
- Stearns County - nordväst

### Orter
- Albertville
- Annandale
- Buffalo (huvudort)
- Clearwater (delvis i Stearns County)
- Cokato
- Dayton (delvis i Hennepin County)
- Delano
- Hanover (delvis i Hennepin County)
- Howard Lake
- Maple Lake
- Monticello
- Montrose
- Otsego
- Rockford (delvis i Hennepin County)
- St. Michael
- South Haven
- Waverly